# 胡庶華
胡庶華（1886年12月24日—1968年6月17日），字春藻，湖南省攸县人。中华民国及中华人民共和国教育家、冶金学家。曾任四川省立重慶大學（今重慶大學）校長、國立湖南大學（今湖南大學）校長。

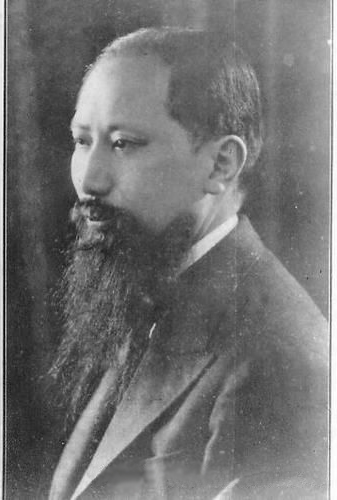
胡庶華

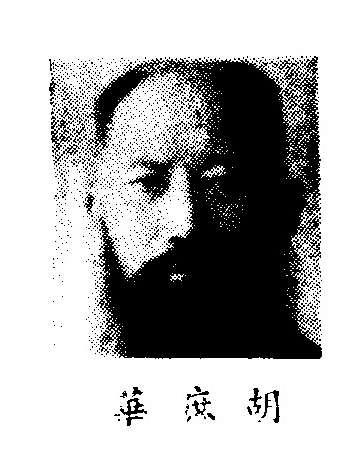
制憲國民大會代表

## 生平

### 留学德国
1886年生于攸县城关镇西街的一个教育世家。6岁入私塾。1903年，考入湖南私立明德学校，学习经义及时务。受到校长胡子靖及在校任教的革命党人影响，胡庶华立志科学救国。1904年暑假，胡庶华参加科举，中秀才。1905年，胡庶华考取湖南公费留学日本名额，但因继母病重而放弃。1907年，胡庶华考入京师译学馆（属京师大学堂）德文班。1911年，胡庶華自京师译学馆德文班肄业，回到湖南，在湖南高等师范学校及明德学校任教。不久，其父胡国瑞在云南省弥勒县知县任上得知辛亥革命爆发，清政府遭推翻，乃向手下交接公务后，整理衣冠，投井为清朝殉节。
1913年，胡庶华考取湖南公费留学德国，先入柏林矿科大学，后因矿科大学并入位于柏林纱罗村堡的工科大学，乃转入柏林工科大学学习铁冶金工程。第一次世界大战爆发后，特别是北洋政府对德国宣战后，约90%的留学生无法坚持学业，但胡庶华仍坚持学习。当时，根据德国教育部门的规定，工科学生必须实习一年方可毕业，胡庶华无法实习，没办法按时毕业，直到战争结束之后才完成实习，1920年夏，获钢铁冶金工程师学位（德国的特殊学位，相当于博士），成为获该学位的首位中国人。在校期间，经石瑛介绍，胡庶华加入中国国民党。毕业后，胡庶华到德国、英国、法国等国考察。

### 教育与炼钢
1922年冬，胡庶華归国，拥护孙中山提倡的三民主义，是中国国民党早期党员。1923年，湖南公立工业专门学校爆发学潮，胡庶華被推荐处理此事。他迅速平息了学潮，被任命为校长。但他推荐其他人任校长，自己任教授兼事务主任。因校长多病，胡庶华基本上代理了该校校务。他还在楚怡学校、明德学校兼课。1924年，应国立武昌大学校长石瑛之邀，胡庶華任国立武昌大学教授兼总务长。因石瑛为向政府催款常驻北京，胡庶华乃代理校长职务。1925年，由教育总长章士钊推荐，胡庶华任江苏省教育厅厅长。
1925年冬，当时中国最大的炼钢厂上海炼钢厂请胡庶華任厂长。1926年春，胡庶华赴任上海炼钢厂厂长。上任后，胡庶华根据市场行情，迅速制定了改革计划，招揽了一批技术人员，改革传统的炼钢工具，降低成本，提高产品质量，扩大经营范围。他还主动深入工人中间，了解工人的生产及生活情况，调动工人的生产积极性。经胡庶华努力，该厂情况有了起色。但不久，北伐战争打到上海，上海钢铁厂随即被桂系白崇禧控制。胡庶华不愿依附桂系新军阀当政客，乃于1927年8月离开该厂。
胡庶华自上海回湖南时，途经汉口遇到唐生智。唐生智亟需恢复兵工产业，乃以同乡身份挽留胡庶华任汉阳兵工厂厂长兼筹备汉阳铁厂。上任不到3个月，唐生智遭桂系李宗仁的“西征军”击败，不愿依附桂系新军阀的胡庶华离职。
1928年3月，蒋介石派国民政府军事委员会委员陈仪出国考察军事工业，陈仪邀胡庶华同行。他们一行在欧美考察半年后，胡庶华已发现跟着陈仪不可能办好工业。回国后，经同乡易培基保荐，1928年胡庶华出任国民政府农矿部技监兼国营烈山煤矿局局长。在烈山煤矿，胡庶华改善工人生产条件，严厉禁烟禁赌，有些不满的工人给胡庶华起绰号“胡老包”。胡庶华在烈山煤矿仅工作一年，便因派系斗争而离开。自此，胡庶华再也未能获得机会实现冶金救国的梦想。

### 国民政府时期
1928年，胡庶華出任国民政府农矿部技监兼农民司、农林司司长。1929年6月，经国民政府教育部部长蒋梦麟推荐，任国立同济大学校长。1931年，兼任立法院第二届立法委员。1932年初，一·二八事变后，上海成立救国联合会，胡庶华加入了教育界救国联合会，成为大学教授及中国工程师学会的代表，并任救国会领导，领衔发出系列通电及宣言。1932年，胡庶华辞去同济大学校长职务，回湖南任湖南大学校长。抗日战争时期，胡庶華历任第三、四届国民参政会参政员，中国国民党中央训练团教授委员、中国国民党第六届中央监察委员。1943年，出任三民主义青年团中央团部副书记长。
1934年7月，胡庶华受国民政府委派，率中国工程师工业考察团考察四川，写出《四川工业资源考察报告》，受四川省省长、国民革命军第二十一军军长刘湘器重。应刘湘邀请，胡庶华考察了设在重庆沙坪坝的四川省立重庆大学，并参加了重庆大学校务会议，提出四点改进意见，亲自兼任重庆大学校长的刘湘乃聘胡庶华接任重庆大学校长。1935年8月1日，胡庶华接任重庆大学校长。从1935年8月一直任至1938年7月。在任期间，他调整了该校管理机构及院系，修订规章，从地方盐税中取得部分经费用以办学，还创建了文学院，充实了师资力量，扩大了招生名额。1936年，他撰写了重庆大学校歌歌词，词中有：“研究人文，振兴理工；启兹天府，积健为雄；复兴民族兮，誓作前锋。”
1936年12月，胡庶华的论文《理想中的文化区》先后在《四川教育》、《国民公报》、《重大校刊》发表。此后，重庆很快以磁器口、沙坪坝为中心开展自治试验。不久，四川省立教育学院成立，四川省女子职业学校从重庆城内迁至沙坪坝正街。1937年10月，国立中央大学迁到中渡口松林坡。中央国际广播电台设于小龙坎。经胡庶华倡议，国立中央大学、重庆大学、四川省立教育学院、南开中学、中央国际广播电台、重庆炼钢厂、巴县汽车公司、川康商业平民银行、金城银行、国立药学专科学校、四川省女子职业学校、行营军械库等12个单位的代表开会，于1938年3月正式成立“沙坪坝文化区自冶委员会”，推举胡庶华为主任干事。任内，胡庶华将重庆大学体育场对社会开放，还主办了重庆大中专学校运动会，后来被称作“重庆市第一届运动会”。

### 西北大学
1938年7月20日，国民政府教育部部长陈立夫任命胡庶华为国立西北联合大学校务委员会委员，并和李蒸、徐诵明同任常务委员，还兼任国立西北工学院筹备委员会主任。9月，国立西北联合大学成立训导处，胡庶华被任命为训导处主任，后兼任贷金委员会审查委员、军训队队长。1938年12月，胡庶华致电新疆省政府主席盛世才，要盛世才做好迎接中央前往新疆的准备。1939年1月，胡庶华被任命为中国国民党陕西省党部委员。1939年2月，胡庶华赴重庆参加第三次全国教育会议，途经四川广元时，向西北工学院出走的学生写下一封劝告信，并为这些学生训话，指出抗日战争时期应精诚团结，不应分裂。到重庆后，胡庶华又告诉陈立夫西北工学院的学生大部分愿回去。胡庶华不愿再兼任西北工学院职务。陈立夫乃派赖琏任西北工学院院长，赖琏、曾养甫赴广元将出走的学生劝回。
1939年8月，西北联合大学改组后，胡庶华被任命为国立西北大学校长，后又兼任三民主义青年团中央监察委员。此后，胡庶华和陈立夫发生矛盾，陈立夫在视察西北大学对学生发表讲话时，暗讽胡庶华的办学。在校内，因胡庶华和张北海均为教育部派至该校的，张北海代表教育部加强了对该校的控制并压制进步势力，故有人以为胡庶华也负有同样使命，乃不配合胡庶华的工作。1940年8月，教育部将胡庶华与湖南大学校长皮宗石对调，胡庶华乃离开西北大学赴湖南大学任校长。

### 湖南大学
1932年10月至1935年12月、1940年9月至1943年8月、1945年2月至1949年6月，胡庶华先后三次出任湖南大学校长。首次出任湖南大学校长时，胡庶华提出兼容并蓄的办学理念，延请了许多名师，如请任凯南教授主讲经济学，请杨开迥主讲数学，同期任教的还有法学家李祖荫，文学界的杨树达等人。1933年，胡庶华作湖南大学校歌歌词，由萧友梅谱曲。1933年，胡庶华提出《十条告诫》。胡庶华将湖南大学校风定为“耐劳肯干，为国牺牲”，并在毕业讲话中说“继续本校光荣之历史，发扬为国牺牲之精神”。1935年起，湖南大学新生均受军事化管理，以体育及国术锻炼身体。
1940年10月，胡庶华第二次就任湖南大学校长。学校当时已迁至辰溪锦浜乡龙头垴村，校舍简陋。胡庶华提出“于艰苦中谋恢复，于安定中求进步”，将办学目标定位在为湖南省战时建设培养人才，集中办好湖南省急需的矿冶、土木、经济等系，同时提倡各院系与所在地的工矿企业开展业务及学术交流。1941年，胡庶华提出《大学生人格标准》。 1943年4月，胡庶华离开湖南大学，任三民主义青年团中央团部副书记兼任青年工作管理处处长。
胡庶华离开湖南大学不久，该校爆发拒绝新任校长、“CC”系的李毓尧的“驱李护校”学潮，学潮持续一年半。国民政府教育部部长朱家骅乃请胡庶华回该校主持。在教育部同意让全部受处分学生无条件复学之后，1945年4月，胡庶华第三次出任湖南大学校长。胡庶华恢复了被战争破坏的长沙岳麓山湖南大学校园，同时扩大办学规模，使湖南大学成为综合性大学。他还聘请罗章龙、李达、杨荣国、黎锦熙等进步人士任教。第二次国共内战期间，1946年，胡庶华得知中共地下党的的外围组织“世纪社”的部分主要成员已被特务列入黑名单，乃通知他们迅速撤离了学校。1947年5月22日，中共地下党组织领导湖南大学学生开展反内战大游行，胡庶华劝阻无效，为保护学生安全，乃参加游行，走在游行队伍的最前面，警告湖南省政府官员称：“我的学生游行队伍出发了，谁要杀害我一个学生，我就要在省政府门前自杀。”此次游行，湖南大学学生无一伤亡。经他保护，湖南大学学生在学潮中无一人被抓捕，未发生血案。

### 人民共和国时期
1949年初，胡庶华确定国立湖南大学决不迁往台湾。1949年6月，胡庶华潜赴香港的学生家。1949年6月8日，参加了在香港的立法委员发起的和平运动，联名致信李宗仁劝告其“悬崖勒马，重辟和平途径”。随后，胡庶華又在黄绍竑、龙云、贺耀组等四十四人联名通电《我们对于现阶段中国革命的認識与主张》上签字，拥护中国共产党的领导。随后被中国国民党开除党籍，并遭到中华民国政府通缉。1949年10月初，胡庶华获中国共产党帮助，乘坐邮轮至青岛赴北京。中华人民共和国时期，胡庶華历任冶金工业部专员、北京钢铁学院教授兼图书馆馆长。胡庶華是全国政协第二、三、四届委员。1961年，胡庶华向中共党组织递交了入党申请书。
1966年文化大革命爆发后，胡庶華遭到冲击。1967年5月，他两次上书中央文革小组，请求提早结束文化大革命。胡庶華被列为重点批鬥对象，遭残酷批鬥。
1968年6月17日，胡庶華逝世，享年82岁。

## 著作
胡庶華长期从事冶金学的教学及研究工作。主要著作有：
- 《铁冶金学》1925年
- 《冶金工程》1932年
- 《株洲钢铁厂计划》
- 《中国战时资源问题》1938年
- 《钢铁工业》1943年 [2][4]